# 3565 Ojima
3565 Ojima је астероид чија средња удаљеност од Сунца износи 3,207 астрономских јединица (АЈ).
Апсолутна магнитуда астероида је 11,3.